# ТВ-24 «Маківка»
24-й (Дрогобицький) Тактичний відтинок «Маківка» належав до Військової округи-4 «Говерля», групи УПА-Захід. 

## Структура
Командири: поручник «Андрієнко» (Дмитро Вітовський) (05.1945 — полон 28.03.1946, †29.04.1947); сотник «Богдан» (04.1946 — †30.10.1946); курінний «Хрін» (Стебельський Степан) (15.08.1947 — демобілізація 09.1949, †9.11.1949)
- Курінь «Бойки» – курінний «Трясило» (Бобанич Михайло, 10.1944 - 07.1945, пом.19.03.1946)[1]
  - Відд. 89 «імені Вітовського» – сотенний «Моряк» (Сливка Андрій), сотенний «Бродич» (Лаврик Микола) (1919 — пом.1946).
  - Відд. 90 «імені Хмельницького» – сотенний «Буйтур» (Суслинець Дмитро, 1944 - пом.07.03.1946 або 15.11.1946), сотенний «Грузин» (Михайло Горчин, 1946 - демобілізація 24.07.1948, рейд на Захід, пом.10.09.1948).
- Самостійні сотні? 
  - Відд. 91 «Басейн» – сотенний «Біль» (Демкович Ярослав), сотенний «Мирон» (Гошка Володимир, 07.1946 — 18.10.1947, пом. 02.06.1949), сотенний «Тараско» (Ступка Василь, 10.11.1947 - пом.22.12.1947), сотенний «Роман» (10.03.1948 - 10.1948), сотенний «Чорняк» (10.1948 — пом. 04.05.1949), сотенний «Оріх» (Ґудзик Василь, 05.1949 - 01.11.1949, демобілізація, рейд на Захід).
  - Відд. 92 «Булава» – сотенний «Павук» (Фединський Василь, 02.1944 - 23.04.1944), сотенний «Микита», сотенний «Семків», сотенний «Зелений» (Урбан Осип, 1944 — 1945, пом. 17 квітня 1947)[2][3], сотенний «Мирон» (Гошка Володимир, 1945 - 07.1946), сотенний «Орленко» (Іван Наконечний, 08.1946 - пом. 03.03.1948)[4]
  - Відд. 93 «Вовки» – сотенний «Кармелюк» (Степан Гнатів або Андрій Левенець, 1945-1947, пом.18.08.1948).